# Simpatico
Simpatico er det sjette studiealbum af den danske rockgruppe D-A-D. Det udkom den 6. november 1997 på Medley Records. Stilen er mere melodisk og mindre hård i forhold til det forrige album Helpyourselfish (1995). Simpatico modtog dobbelt platin for 100.000 solgte eksemplarer.
Ifølge guitarist Jacob Binzer er Simpatico, "sådan set meget de samme sange, der altid har været i D:A:D, men indpakningen har været inspireret af, at alle genrer smelter sammen, og det hele ikke udelukkende er højt hår og lav guitar." Forsanger Jesper Binzer mener, at mens forgængeren Helpyourselfish var "helt barberet for finurlige indfald", har sangene på Simpatico "i højere grad fået den instrumentering og udformning, som de har indbudt til."
Albummet blev fulgt op af Mad Days 1998 Tour, som varede fra januar til august 1998. Til Dansk Grammy blev albummet kåret til Årets danske rock udgivelse, ligesom D-A-D var nomineret til Årets danske band«, Årets danske musikvideo ("Empty Heads"), og Jesper Binzer til Årets danske sanger. Trommeslager Peter Lundholm Jensen forlod bandet i januar 1999.

## Spor
Alle sange er skrevet af D-A-D.
| Nr.           | Titel                        | Længde |
| ------------- | ---------------------------- | ------ |
| 1.            | "Empty Heads"                | 4:20   |
| 2.            | "Simpatico"                  | 3:11   |
| 3.            | "Home Alone 4"               | 3:46   |
| 4.            | "Cloudy Hours"               | 3:59   |
| 5.            | "Hate To Say I Told You So"  | 3:19   |
| 6.            | "No One Answers"             | 3:03   |
| 7.            | "Mad Days"                   | 4:11   |
| 8.            | "Don't Tell Me Anything"     | 3:45   |
| 9.            | "You Do What I've Just Done" | 4:19   |
| 10.           | "Life Right Now"             | 4:08   |
| 11.           | "Now Or Forever"             | 3:41   |
| 12.           | "A Hand Without Strength"    | 4:11   |
| Total længde: | Total længde:                | 45:57  |

## Hitlister
| Hitliste (1997)                              | Højeste placering |
| -------------------------------------------- | ----------------- |
| Finnish Albums (The Official Finnish Charts) | 26                |

| Hitliste (2021)                          | Højeste placering |
| ---------------------------------------- | ----------------- |
| Swedish Vinyl Albums (Sverigetopplistan) | 8                 |